# Chorebus andizhanicus
Chorebus andizhanicus är en stekelart som först beskrevs av Vladimir Ivanovich Tobias 1966.  Chorebus andizhanicus ingår i släktet Chorebus och familjen bracksteklar. Inga underarter finns listade i Catalogue of Life.